# Liste von Wegweisersäulen in Chemnitz
Diese Aufzählung ist eine Teilliste der Liste von Wegweisersäulen in Sachsen.

## Stadt Chemnitz
| Bild                               | Bezeichnung                        | Lage | Datierung | Beschreibung | ID       |
| ---------------------------------- | ---------------------------------- | ---- | --------- | --- | -------- |
| Gemarkungssäule Chemnitz-Ebersdorf | Gemarkungssäule Chemnitz-Ebersdorf |      | 1835      | Am Ortseingang von Lichtenwalde, aber noch auf Ebersdorfer Flur, steht die Gemarkungssäule. Diese Säule ist zugleich eine klassische Wegweisersäule, trägt jedoch am Fuß Angaben zu den anrainenden Fluren und wird deshalb als Gemarkungssäule geführt. Die Säule ist eine vom Original kurioserweise deutlich abweichende Kopie des Originals. | 09240606 |
| Rundsäule Grüna                    | Rundsäule Grüna                    |      | 1833      | Rundsäule, Entfernungsangaben in Wegstunden, Richtungsweisung mit Pfeilen, später Kilometerangaben ergänzt. |          |
| Bild gesucht                       | Säule im Rabensteiner Wald         |      |           | Im Rabensteiner Wald stand am Langen Flügel 2 seit 1869 eine hohe, schlanke Säule aus Hilbersdorfer Porphyrtuff. Im Jahre 2005 wurde sie durch eine sandsteinerne Kopie ersetzt. |          |